# Satipo
Satipo – miasto w środkowym Peru, w regionie Junín. Centrum administracyjne prowincji Satipo i dystryktu Satipo. W 2007 roku liczyło ok. 22 tys. mieszkańców.
Znajduje się w kotlinie, klimat jest wilgotny. Średnia roczna temperatura wynosi 24,8 ° C. Mieszkańcy zajmują się głównie rolnictwem.